# Alma Swanley Football Club
Alma Swanley Football Club foi um clube de futebol com sede na cidade de Swanley. Eles foram membros fundadores da London Spartan League em 1975 e entraram na Kent League em 1982.eles ganharam o título em 1986 mas saíram da liga em 1994 e se extinguiram. o clube competiu na Copa da Inglaterra 6 vezes,tendo sua melhor performance na temporada 1992/93,quando eles perderam na segunda rodada de qualificação para o Yeading.